# Lisnyky
Lisnyky (ukr. Лісники) – wieś na Ukrainie, w obwodzie kijowskim, w rejonie obuchowskim, w hromadzie Feodosijiwka. W 2001 liczyła 1513 mieszkańców, spośród których 1452 wskazało jako ojczysty język ukraiński, 54 rosyjski, 2 białoruski, a 5 ormiański.